# Адольф Фридрих III (герцог Мекленбург-Стрелица)
Адольф Фридрих III (нем. Adolf Friedrich III. zu Mecklenburg-Strelitz; 7 июня 1686, Штрелиц — 11 декабря 1752, Нойштрелиц) — правящий герцог Мекленбург-Стрелица.

## Биография
Адольф Фридрих — старший сын герцога Адольфа Фридриха II из его первого брака с Марией, дочерью герцога Густава Адольфа Мекленбург-Гюстровского.
После смерти отца в 1708 году он стал правителем Мекленбург-Стрелица. Когда 24 октября 1712 года сгорела старая Старострелицкая резиденция и его восстановление на прежнем месте оказалось невозможным, в 1726—1731 годах у деревеньки Глинекке по его указу был возведён Новострелицкий дворец. По практическим соображениям рядом 20 мая 1733 года был основан посёлок, впоследствии выросший в город-резиденцию Нойштрелиц. В 1748 году Адольф Фридрих он заключил тайный договор с герцогом Кристианом Людвигом II, правителем Мекленбург-Шверина, о роспуске общемекленбургского государства. Этот план провалился благодаря сопротивлению рыцарства. В 1755 году его племянник, герцог Адольф Фридрих IV, заключил соглашение с сословиями по вопросам престолонаследия, что привело к укреплению власти мекленбургского рыцарства и законсервировало отсталую государственную систему вплоть до ликвидации монархии в Мекленбург-Шверине в 1918 году.
16 апреля 1709 года в Рейнфельде Адольф Фридрих III женился на Доротее Софии (1692—1765), дочери Иоганна Адольфа Гольштейн-Плёнского. В браке родилось двое детей:
- Мария София (1710—1728), в 1719 году назначена аббатисой Рюнского монастыря, но, вероятно, никогда фактически не занимала эту должность;
- Магдалена Кристиана (1711—1713).

Поскольку у Адольфа Фридриха III не было сыновей, по действующим династическим правилам его преемником в Стрелице стал его племянник Адольф Фридрих IV, сын принца Карла Мекленбургского.